# Camp Swift
Camp Swift és una concentració de població designada pel cens dels Estats Units a l'estat de Texas. Segons el cens del 2000 tenia 4.731 habitants.

## Demografia
Segons el cens del 2000, Camp Swift tenia 4.731 habitants, 1.127 habitatges, i 849 famílies. La densitat de població era de 153 habitants per km².
Dels 1.127 habitatges en un 40,1% hi vivien nens de menys de 18 anys, en un 58,2% hi vivien parelles casades, en un 10,9% dones solteres, i en un 24,6% no eren unitats familiars. En el 19,3% dels habitatges hi vivien persones soles el 4,4% de les quals corresponia a persones de 65 anys o més que vivien soles. El nombre mitjà de persones vivint en cada habitatge era de 2,98 i el nombre mitjà de persones que vivien en cada família era de 3,4.
Per edats la població es repartia de la següent manera: un 22,6% tenia menys de 18 anys, un 8,9% entre 18 i 24, un 42,5% entre 25 i 44, un 21,1% de 45 a 60 i un 5% 65 anys o més.
L'edat mediana era de 34 anys. Per cada 100 dones de 18 o més anys hi havia 224 homes.
La renda mediana per habitatge era de 41.833 $ i la renda mediana per família de 44.352 $. Els homes tenien una renda mediana de 30.572 $ mentre que les dones 25.044 $. La renda per capita de la població era de 12.829 $. Aproximadament el 9,2% de les famílies i l'11,6% de la població estaven per davall del llindar de pobresa.

## Poblacions més properes
El següent diagrama mostra les poblacions més properes.